# Сванидзе, Аделаида Анатольевна
Аделаи́да (А́да) Анато́льевна Свани́дзе (2 июня 1929, Москва — 18 июня 2016, там же) — советский и российский историк, скандинавист и медиевист, автор трудов по урбанистике, поэтесса. Доктор исторических наук (1982), профессор (1992).
Профессор МГУ и РГГУ, заведующая Центром истории западноевропейского средневековья в Институте всеобщей истории РАН, председатель редакционного совета журнала «Средние века».

## Биография
Одно сказать могу со знаньем дела:

в конечном счёте, жизнь однообразна.

Тысячелетий сколько пролетело -

а многое всё так же безобразно.
Отец — военный инженер-полковник Анатолий Викторович Крыжановский (1901—?), участник Гражданской и Великой Отечественной войн, награждён орденами Ленина и Красного Знамени; был арестован в 1949(8?) году и освобождён уже после смерти Сталина в 1954 году. Мать — Паулина Мееровна (Полина Мироновна) Горелик (1910—1971), уроженка Одессы, преподаватель английского языка в Военной Академии имени М. В. Фрунзе. В 1941 году была с матерью и бабушкой эвакуирована в Челябинск.
329-ю женскую среднюю школу Красногвардейского района окончила с медалью. Её выпускное сочинение, посвящённое теме «Черты народного героя в творчестве советских писателей», было опубликовано в сборнике «На аттестат зрелости» (1948).
Окончила исторический факультет МГУ (1952); однокурсница Л. М. Брагиной, А. Д. Горского, И. В. Григорьевой, Г. Г. Дилигенского, И. Д. Ковальченко, В. И. Корецкого, Ю. С. Кукушкина, Н. Н. Покровского, К. Г. Холодковского, Я. Н. Щапова, Н. Я. Эйдельмана и других известных учёных. Дипломную работу по ранней истории ремесленных цехов в Англии защитила под руководством профессора Е. В. Гутновой. Получила рекомендацию в аспирантуру, но в приёме было отказано, так как Сванидзе была дочерью репрессированного.
В 1952—1960 годах работала учителем истории в средних школах Москвы, в одной из школ её ученицей была будущий известный историк-медиевист Н. И. Басовская.
В 1960 году была приглашена на работу в отдел истории Средних веков Института истории АН СССР (ныне Институт всеобщей истории РАН) с условием смены специализации — перехода на изучение скандинавской истории. Прошла путь от младшего научного сотрудника до руководителя отдела западноевропейского Средневековья и раннего Нового времени (заведовала в 1988—2005 годах, затем — научный руководитель отдела). Кандидат исторических наук (1965, диссертация «Ремесло и ремесленники в средневековой Швеции (XIV—XV вв.)»), доктор исторических наук (1981, диссертация «Средневековый город и рынок в Швеции XIII—XV вв.»).
С 1965 года на преподавательской работе в МГУ, одновременно с 1993 года — в РГГУ. Профессор кафедры истории средних веков исторического факультета МГУ. Под её руководством подготовлено много[уточнить] дипломов и диссертаций.
На протяжении многих лет была ответственным редактором ежегодника «Средние века». Вице-президент Ассоциации медиевистов и историков раннего Нового времени (с 1992).
В последние годы начала заниматься пушкинистикой — в связи с историей западного средневековья. Член Московского союза литераторов.
Иностранный член Международной комиссии по истории университетов (ICHU). Профессор, зарубежный член Академии Древностей в Упсале (Швеция).
Автор более 300 научных публикаций, в том числе монографий, больших глав в учебниках и крупных коллективных трудах. Член редколлегии изданий «Средневековый город» и «Северная Европа». Под редакцией А. А. Сванидзе выходили учебники и учебные пособия для школы и вузов.
Автор сборников стихов «Годы — птицы» (1998), «Качели» (1999), «Наедине с собой» (2001), «Подруга Жизнь» (2004), «Вдали от суеты» (2004). Составитель антологии «Вторая муза историка» (2003), представляющей поэтическое творчество учёных-историков.
Мать известного журналиста Николая Сванидзе (1955—2024). С супругом Карлом Николаевичем познакомились на вступительных экзаменах на истфак МГУ.
Скончалась 18 июня 2016 года. Похоронена в Москве на Востряковском кладбище рядом с мужем (участок 64).

## Основные работы
Автор более 300 научных работ по западному Средневековью.
- «Ремесло и ремесленники средневековой Швеции (XIV—XV вв.)» М., 1967;
- Деревенские ремёсла в средневековой Европе. М.: Высшая школа, 1985 (Библиотека историка);
- «Генезис феодального города в раннесредневековой Европе: проблемы и типология // Городская жизнь в средневековой Европе» М., 1987;
- Сванидзе А. А.; Анисимова А. А. Город в Средние века // Всемирная история. В 6 томах / гл. ред. А. О. Чубарьян. Институт всеобщей истории РАН. — М.: Наука, 2012. — Т. 2: Средневековые цивилизации Запада и Востока / отв. ред. тома П. Ю. Уваров. — С. 54—70. — 894 с. — 1000 экз. — ISBN 978-5-02-037560-4.
- «Викинги — люди саги: жизнь и нравы» (М., НЛО, 2014)